# Cléa Gaultier
Cléa Gaultier (Lyon, Auvernia-Ródano-Alpes; 25 de octubre de 1990) es una actriz pornográfica y modelo erótica francesa.

## Biografía
Natural de Lyon, acudió a la universidad de su ciudad, donde estudió Filosofía y Psicología antes de independizarse de sus padres y de comenzar a trabajar como modelo de lencería para diversas publicaciones francesas y a desfilar en pasarelas. Trabajó durante un tiempo como modelo erótica y gogó.
En su etapa como bailarina conoció al que sería su pareja, Anthony Gaultier, del que cogió su apellido como nombre artístico. Fue él quien tuvo la idea de comenzar una carrera en la industria pornográfica, protagonizando algunas películas juntos como I Offer My Wife To Others. Tras enviar al productor Marc Dorcel algunas fotografías de Cléa, su estudio le dio la oportunidad de debutar como actriz pornográfica en 2016, con 26 años.
Ha trabajado para diversos estudios americanos y europeos como Video Marc Dorcel, Brazzers, Reality Kings, New Sensations, Naughty America, Digital Playground, SexArt, Tushy, Girlfriends Films, Evil Angel o Private, entre otros.
En 2017 grabó para Private, junto a Apolonia Lapiedra y Ella Hughes, su primera escena de sexo interracial en Pajama Party.
En julio de 2018, Marc Dorcel la nombró Chica Dorcel, embajadora de la marca y del estudio durante 2018.
En la gala de los Premios AVN de 2019 se alzó con el galardón a la Mejor escena de sexo anal en producción extranjera por The Prisoner.
Ha rodado más de 510 películas.
Algunas películas suyas son Anal Loving Lingerie Models, Cara and Lucy Escorts Deluxe, Educating Clea, Lana Desires of Submission, Nacho's New Girls, Prisoner, Real Anal Lovers 3, Sexercise, Swinging Couples 2 o Thirst For Sex.

## Premios y nominaciones
| Año  | Ceremonia           | Resultado | Premio                                                       | Trabajo                             |
| ---- | ------------------- | --------- | ------------------------------------------------------------ | ----------------------------------- |
| 2018 | Premios XBIZ Europa | Nominada  | Artista femenina del año                                     | —                                   |
| 2018 | Premios XBIZ Europa | Nominada  | Mejor escena de sexo glamcore                                | Luxure: Epouse a Eduquer            |
| 2019 | Premios AVN         | Nominada  | Artista femenina extranjera del año                          | —                                   |
| 2019 | Premios AVN         | Ganadora  | Mejor escena de sexo anal en producción extranjera           | The Prisoner                        |
| 2019 | Premios AVN         | Nominada  | Mejor escena de sexo de chico/chica en producción extranjera | The Adopted Daughter: Family Secret |
| 2019 | Premios AVN         | Nominada  | Mejor escena de sexo lésbico grupal en producción extranjera | Positions                           |
| 2019 | Premios XBIZ        | Nominada  | Artista femenina extranjera del año                          | —                                   |
| 2019 | Premios XBIZ Europa | Ganadora  | Artista femenina del año                                     | —                                   |
| 2019 | Premios XBIZ Europa | Nominada  | Mejor escena de sexo - glamcore                              | Educating Clea                      |
| 2020 | Premios AVN         | Nominada  | Artista femenina extranjera del año                          | —                                   |
| 2020 | Premios AVN         | Nominada  | Mejor escena de sexo oral                                    | Clea Desires of Submission          |
| 2020 | Premios AVN         | Nominada  | Mejor escena de sexo anal en producción extranjera           | Clea                                |
| 2020 | Premios XBIZ        | Nominada  | Artista femenina extranjera del año                          | —                                   |
| 2020 | Premios XBIZ Europa | Nominada  | Artista femenina del año                                     | —                                   |
| 2020 | Premios XBIZ Europa | Nominada  | Mejor actuación                                              | A Perfect Woman                     |
| 2020 | Premios XBIZ Europa | Nominada  | Mejor escena de sexo en película protagonista                | Sex Dance                           |
| 2020 | Premios XBIZ Europa | Nominada  | Mejor escena de sexo glamcore                                | Clea, An Indecent Story             |
| 2020 | Premios XBIZ Europa | Nominada  | Mejor escena de sexo lésbico                                 | Bad Girls: Lesbian Desires          |
| 2021 | Premios AVN         | Ganadora  | Artista femenina extranjera del año                          | —                                   |
| 2021 | Premios AVN         | Nominada  | Mejor escena de gangbang                                     | A Perfect Woman                     |
| 2021 | Premios AVN         | Nominada  | Mejor escena de sexo en producción extranjera                | Mariska Desires of Submission       |
| 2021 | Premios AVN         | Nominada  | Mejor escena de sexo anal en producción extranjera           | Cléa, an Indecent Story             |
| 2021 | Premios XBIZ Europa | Nominada  | Artista femenina del año                                     | —                                   |
| 2021 | Premios XBIZ Europa | Nominada  | Mejor escena de sexo en película                             | Betrayal                            |
| 2021 | Premios XBIZ Europa | Nominada  | Mejor escena de sexo glamcore                                | My Wife's Perversions               |
| 2021 | Premios XBIZ Europa | Nominada  | Mejor escena de sexo gonzo                                   | Hooked on You                       |
| 2021 | Premios XBIZ Europa | Nominada  | Mejor escena de sexo lésbica                                 | Caprice Divas Fascinating           |
| 2022 | Premios AVN         | Nominada  | Artista femenina extranjera del año                          | —                                   |
| 2023 | Premios AVN         | Nominada  | Artista femenina extranjera del año                          | —                                   |
| 2023 | Premios AVN         | Nominada  | Mejor escena de sexo internacional                           | Revenge                             |